# José Largacha
José Largacha (Istmina, Chocó, Colombia; 3 de enero de 1987) es un exfutbolista colombiano. Juega de delantero en el equipo de fútbol ingeniería Biomédica de Bogotá, torneo de la conejera 

## Trayectoria
Su carrera deportiva la comenzó en el Santa Fe de Bogotá, en el año 2005. Allí se destacó al marcar el gol decisivo que le dio al club capitalino la clasificación a la Copa Libertadores 2006 frente al Deportivo Pereira. Adicionalmente integró la nómina de la selección Colombia sub-20 que obtuvo el título en el Campeonato Sudamericano Sub-20 de 2005.
Una lesión que le representó dos cirugías lo alejó durante dos años de las canchas. Tras su recuperación, integró el club Juventud Soacha de la Primera B colombiana. Para el 2010 fue confirmado su regreso en la nómina del Santa Fe. En junio del mismo año fue cedido al Estudiantes de Mérida de la Primera División de Venezuela. En 2011 se confirmó que jugaría en Patriotas de la Categoría Primera B, logrando el ascenso tras vencer al histórico América de Cali en la serie de promoción.
A finales de 2011 es confirmada su llegada al Atlético Bucaramanga para la temporada 2012.
El 7 de febrero de 2014 pasa a ser nuevo jugador del Cúcuta Deportivo para la temporada 2014.
Actualmente debuta en su nuevo club Llaneros FC de la Primera B

## Clubes
| Club                  | País      | Año         |
| --------------------- | --------- | ----------- |
| Santa Fe              | Colombia  | 2005 - 2006 |
| Juventud Soacha       | Colombia  | 2009        |
| Santa Fe              | Colombia  | 2010        |
| Estudiantes de Mérida | Venezuela | 2010        |
| Patriotas             | Colombia  | 2011        |
| Atlético Bucaramanga  | Colombia  | 2012 - 2013 |
| Cúcuta Deportivo      | Colombia  | 2014        |
| Llaneros F. C.        | Colombia  | 2016        |

## Palmarés

### Campeonatos nacionales
| Título    | Club             | País     | Año  |
| --------- | ---------------- | -------- | ---- |
| Primera B | Patriotas Boyacá | Colombia | 2011 |